# Kirill Gerassimow
Kirill Gerassimow (russisch Кирилл Герасимов; englische Transkription Kirill Gerasimov; * 5. Juni 1971 in Moskau) ist ein russischer Pokerspieler.

## Werdegang
Gerassimow arbeitete als Versicherungsvertreter und begann 2001 an Pokerturnieren überall in Europa teilzunehmen. Bei der World Poker Tour Championship der ersten Saison wurde er Zweiter hinter Alan Goehring und gewann ein Preisgeld von mehr als 500.000 US-Dollar. Im Mai 2003 kam Gerassimow bei der World Series of Poker (WSOP) in Binion’s Horseshoe in Las Vegas an den Finaltisch eines Turniers der Variante No Limit Hold’em. Er wurde Sechster und gewann so 24.000 US-Dollar. Bei der WSOP 2004 erreichte er zwei Finaltische. Er wurde Fünfter beim 1.500 $ Pot Limit Hold’em (30.060 US-Dollar Preisgeld) und Zweiter beim 1.500 $ No Limit Hold’em Shootout (100.000 US-Dollar Preisgeld). Bei der WSOP 2005 kam er viermal ins Preisgeld. Er belegte den zweiten Platz bei einem Event in Seven Card Stud (108.775 US-Dollar Preisgeld) und wurde beim Main Event 444. (16.055 US-Dollar Preisgeld). Im Jahr kam Gerassimow bei der WSOP siebenmal in die Preisränge. Bei der zweiten Saison der European Poker Tour kam er zweimal an den Finaltisch des Main Event. In London wurde er Fünfter und in Deauville Dritter. 2008 saß Gerassimow an zwei WSOP-Finaltischen und sicherte sich Preisgelder von mehr als 350.000 US-Dollar. Bei der WSOP 2009 wurde er Zweiter bei der Weltmeisterschaft in Pot Limit Hold’em für knapp 400.000 US-Dollar. Seitdem blieben größere Turniererfolge aus. Seine bis dato letzte Geldplatzierung erzielte der Russe im Dezember 2018 im King’s Resort in Rozvadov.
Insgesamt hat sich Gerassimow mit Poker bei Live-Turnieren über 2,5 Millionen US-Dollar erspielt.